# Thismia labiata
Thismia labiata là một loài thực vật có hoa trong họ Burmanniaceae. Loài này được J.J.Sm. miêu tả khoa học đầu tiên năm 1927.